# Attalea amylacea
Attalea amylacea là loài thực vật có hoa thuộc họ Arecaceae. Loài này được (Barb.Rodr.) Zona mô tả khoa học đầu tiên năm 2002.